# Masteria manauara
Espèce
Masteria manauara est une espèce d'araignées mygalomorphes de la famille des Dipluridae.

## Distribution
Cette espèce est endémique de l'État d'Amazonas au Brésil.

## Publication originale
- Bertani, Cruz & Oliveira, 2013 : Masteria manauara sp. nov., the first masteriine species from Brazil (Araneae: Dipluridae: Masteriinae). Zoologia (Curitiba), vol. 30, no 4, p. 437-440 (texte intégral).